# SV Norden-Nordwest Berlin
SV Norden-Nordwest Berlin is een Duitse voetbalclub uit Gesundbrunnen, een stadsdeel van de hoofdstad Berlijn.

## Geschiedenis
De club werd in 1898 opgericht als Berliner FC des Nordens. De club sloot zich aan bij de Märkischer Fußball-Bund, een van de voetbalbonden in Berlijn. In 1906 fusioneerde de club met FC Norden-West Berlin en werd zo FC Norden-Nordwest Berlin. Nadat de club kampioen werd in 1905/06 nam de club deel aan de eindronde om de Duitse landstitel en werd in de kwartfinale door de latere kampioen VfB Leipzig met de grond gelijk gemaakt (9-1). In 1907 fusioneerde de club met Teutonia 1903 Schönholz en nam de naam  Sportlichen Verbindung Norden-Nordwest Berlin. In 1908 speelde de club tegen Viktoria 89 Berlin om een plaats in de eindronde maar verloor met 4-3.
In 1921/22 werd de club kampioen van Berlijn en plaatste zich opnieuw voor de eindronde. In de kwartfinale versloeg de club FC Viktoria Forst en werd in de halve finale verslagen door 1. FC Nürnberg. In 1924 en 1926 werd de club kampioen van zijn groep, maar verloor telkens in de Berlijnse finale tegen de andere groepswinnaars, respectievelijk Alemannia 90 Berlin en Hertha BSC. In de laatste jaar waren de regels veranderd in de eindronde en nu mochten de vicekampioenen ook aantreden waardoor Norden-Nordwest voor de derde keer deelnam. In de achtste finale won de club van VfR Köln 04 rrh. en werd in de kwartfinale verslagen door Holstein Kiel. De club won in 1923 en 1925 de Berlijnse beker. Tot aan het einde van de jaren twintig bleef de club in de top drie, maar zakte dan weg naar de middenmoot.
Toen de Gauliga werd ingevoerd in 1933 kwalificeerde de club zich hier niet voor en slaagde er ook niet om te promoveren. In 1944 ging de club een tijdelijke fusie aan met BFC Meteor 06 onder de naam KSG Meteor/NNW Berlin en dwong promotie af, maar verzaakte hieraan en bleef in de tweede klasse.
Na de Tweede Wereldoorlog werd de club heropgericht als SG Gesundbrunnen en in 1949 splitste de club in SV Norden-Nordwest en Hertha BSC. Tot 1961 speelde de club nog in de Amateurliga, maar verzonk daarna in de anonimiteit. In 2015 degradeerde de club uit de Bezirksliga en kon na twee seizoenen terugkeren. In 2018 degradeerde de club opnieuw.

## Erelijst
Kampioen Märkischer Fußball-Bund
1906
Kampioen Berlijn
1922
Beker van Berlijn
1923, 1925